# Jaldi

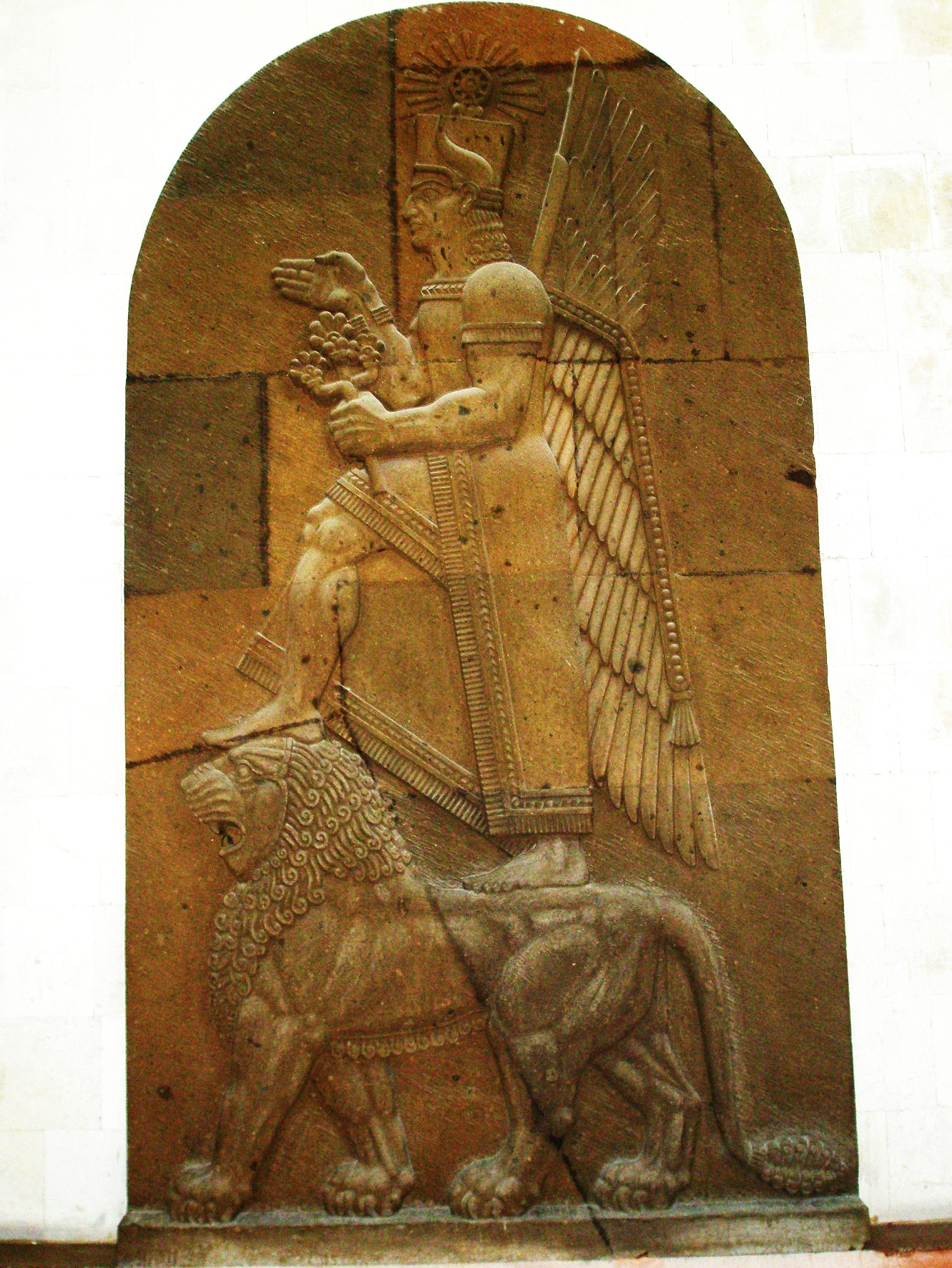
Dios Jaldi.

Jaldi (Ḫaldi) fue una de las tres deidades principales de Urartu. Su santuario más importante estaba en Ardini. Los otros dos dioses eran Teisheba de Kumenu, y Shivini de Tushpa. Su esposa era la diosa Arubani. Se representa como un hombre con o sin alas de pie sobre un león. Era un dios guerrero al que los reyes de Urartu rezaban por la victoria, sus templos estaban adornados con armas y a menudo se llamaban "casa de las armas".